# Puya lehmanniana
Puya lehmanniana är en gräsväxtart som beskrevs av Lyman Bradford Smith. Puya lehmanniana ingår i släktet Puya och familjen Bromeliaceae. Inga underarter finns listade i Catalogue of Life.